# Attidops
Attidops là một chi nhện trong họ Salticidae.